# Kowałyn
Kowałyn (ukr. Ковалин) – wieś na Ukrainie, w obwodzie kijowskim, w rejonie boryspolskim, w hromadzie Diwyczky. W 2001 liczyła 1077 mieszkańców, spośród których 1056 wskazało jako ojczysty język ukraiński, 19 rosyjski, a 2 białoruski.